# Гонсало Сальвадорес
Гонсало Сальвадорес, «прозванный Куатро Манос („четырёхрукий“) за свою великую доблесть» (? — 6 января 1083) — один из самых могущественных кастильских дворян своей эпохи, родственник семьи Лара и по традиции потомком графов Кастилии. Он был сыном Сальвадора Гонсалеса и братом Альваро Сальвадореса, с которым он часто фигурирует в исторических документах. Зоной влияния его семьи был район Ла-Буреба.

## Биография
Гонсало впервые упоминается как взрослый, когда он был свидетелем хартии со своим отцом и дядей, Мунио (Муньо) Гонсалесом, в 1056 году при дворе короля Леона и Кастилии Фердинанда I. В правление его сына и преемника Санчо II Гонсало часто присутствовал при королевском дворе и участвовал в подписании королевских хартий. Он правил виллой Лара в 1072 году, когда Санчо предоставил жителям Лары право совершать паломничество в Сан-Мильян-де-ла-Коголья. Он был свидетелем пожертвований в Сан-Мильян-де-ла-Коголья в 1070 и 1082 годах (дважды). Он и его дядя Мунио были одними из первых кастильских магнатов, поддержавших короля Альфонсо VI после смерти Санчо II (1072). В 1074 году Гонсало Сальвадорес получил титул графа (comes). Гонсало, Мунио и Родриго Диас де Вивар (Эль-Сид) были единственными кастильскими магнатами, которые играли заметную роль в королевских действиях за пределами Кастилии. В общей сложности Гонсало Сальвадорес подтвердил около девяти хартий Санчо II и одиннадцать — Альфонсо VI. Гонсало договорился с королем Санчо IV Наваррским о безопасном проходе паломников из Лары к святилищу Сан-Мильян в 1073 году, когда Санчо IV и король Кастилии Альфонсо VI были в состоянии войны.

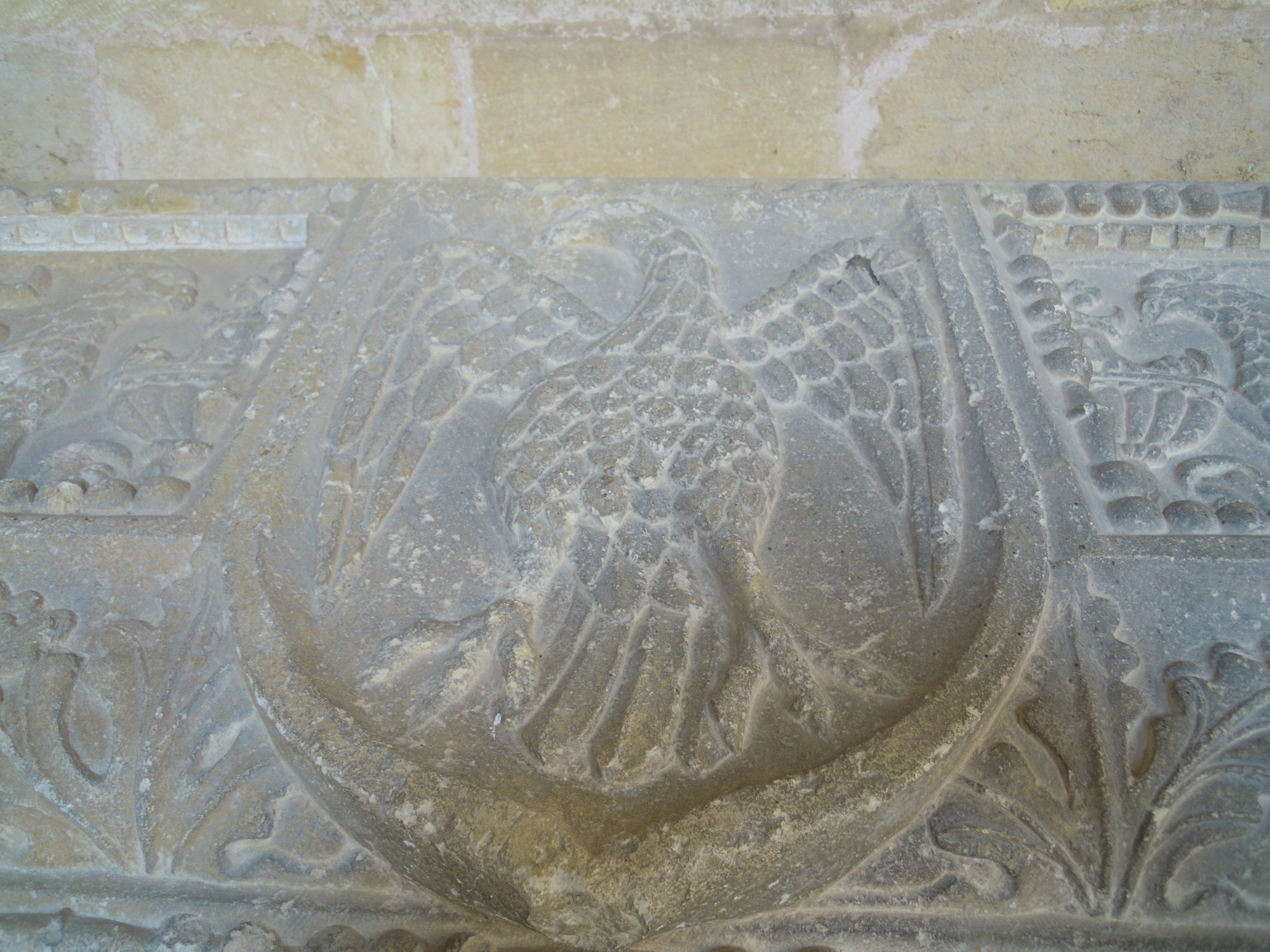
Герб на крышке гробницы графа Гонсало и его брата Мунио в монастыре Сан-Сальвадор-де-Онья

В декабре 1082 года Альбуфалак, губернатор замка Руэда-де-Халон, выступил в пользу Юсуфа аль-Музаффара, бывшего правителя Лериды, заключенного в тюрьму его братом Ахмадом аль-Муктадиром, недавно умершим эмиром Сарагосы, и восстал против аль-Мутамина, сына и преемника аль-Муктадира. Альбуфалак обратился за военной помощью к королю Леона и Кастилии Альфонсо VI. Последний отправил на помощь Абульфалаку армию под командованием Гонсало Сальвадореса, графа де Ла-Буреба, и инфанта Рамиро Гарсеса, сеньора Калаорры и младшего брата Санчо IV Наваррского. Гонсало и Рамиро вели переговоры с Юсуфом, теперь уже свободным (Альбуфалак был его тюремщиком), который, возможно, убедил их просить короля о присутствии. Альфонсо VI действительно вскоре прибыл в Руэда-де-Халон, но ненадолго. После ухода короля Юсуф внезапно умер. Тогда Альбуфалак пошел на хитрость и предложил принести присягу Альфонсо VI и передать ему Руэду-де-Халон, но просил лишь короля Леона самолично её принять. Альфонс VI после переговоров согласился и подошел к крепости. Когда 6 января 1083 года передовой отряд в состав, которого входили Рамиро и Гонсало Сальвадорес вошел в замок на него обрушились камни. Весь авангард погиб, но король Альфонс VI в засаду не попал. Кастильцы выкупили тела убитых и отвезли на родину.
Граф Гонсало Сальвадорес был похоронен в монастыре Сан-Сальвадор-де-Онья, как он и завещал, и где продолжали хоронить его предков.
Первой женой Гонсало Сальвадореса была Эльвира Диас, дочь Диего Альвареса и сестра Тикло, жены Иньиго Лопеса, которая родила ему шестерых детей:
- Гарсия Гонсалес
- Гото Гонсалес (умерла до июля 1087), жена графа Фернандо Диаса, брата Химены Диас
- Густио Гонсалес
- Тода Гонсалес
- Майор Гонсалес, жена Пелайо Пелаэса (? — 1092/1095).

Его вторая жена, Санча Санчес, дочь наваррского дворянина Санчо Масератиса, родила ему двоих детей:
- Гомес Гонсалес (? — 1111), граф де Ла-Буреба, будущий наследник Гонсало, первый дворянин и бывший жених королевы Урраки Леонской
- Фернандо Гонсалес (умер до мая 1107).